# معامل الربحية
معامل الربحية (بالأنجليزية:Profitability Index) ويرمز له بالرمز PI، ويعرف أيضاً بنسبة الربح من الاستثمار PIR، وبنسبة قيمة الاستثمار VIR، وهو عبارة عن نسبة العائد من الاستثمار من المشروع المقترح. وهو أداة مفيدة في تصنيف المشاريع لأنه يسمح لك بتحديد مقدار قيمة إنشاء كل وحدة من الاستثمار.
يتم احتساب النسبة عن طريق الآتي:
معامل الربحية = القيمة الحالية للتدفقات النقدية المستقبلية ÷ القيمة الأولية
على افتراض أن التدفقات النقدية المحسوبة لا تتضمن الاستثمار المحقق في المشروع، ومعامل الربحية 1 يشير إلى نقطة التعادل. إن أي قيمة أقل من الواحد تشير إلى أن القيمة الحالية للمشروع أقل من الاستثمار الأولي. إذارتفعت قيمة معامل الربحية فإن المشروع المقترح يكون أكثر جاذبية مالية.
القوانين لقبول أو رفض المشروع:
- إذا كان معامل الربحية > 1 إذن المشروع مقبول
- إذا كان معامل الربحية < 1 إذن المشروع مرفوض

مثال، معطى:
- الاستثمار = 40,000
- حياة الآلة = 5 سنوات

```
  السنة   التدفق النقدي

   1    18000
   2    12000
   3    10000
   4     9000
   5     6000
```

حساب صافي القيمة الحالية عند نسبة 10% و معامل الربحية:
```
  السنة  التدفق  قيمة حالية  القيمة 
      النقدي  عند 10%    الحالية

   1    18000   0.909   16362 
   2    12000   0.827    9924  
   3    10000   0.752     7520
      4         9000      0.683       6147     
      5         6000      0.621       3726
              مجموع القيمة الحالية:  43679
              (-)الاستثمار            40000
                         NPV           3679

                         PI =  43679 / 40000
                            =  1.091
                            = >1 
                            = قبول المشروع
```

## وصلات خارجية
Detailed discussion on PI from an industry expert
Definition from Investopedia
Use explained in the business book: Pursuing the Competitive Edge, Hayes, Pisano, Upton and Wheelwright. Wiley, 2005. pg. 264